# Rubus kennedyanus
Rubus kennedyanus är en rosväxtart som beskrevs av Merritt Lyndon Fernald. Rubus kennedyanus ingår i släktet rubusar, och familjen rosväxter. Inga underarter finns listade i Catalogue of Life.